# Frailea grahliana
Frailea grahliana ist eine Pflanzenart in der Gattung Frailea aus der Familie der Kakteengewächse (Cactaceae). Das Artepitheton grahliana ehrt den deutschen Kakteenliebhaber Paul Grahl.

## Beschreibung
Frailea grahliana wächst gruppenbildend mit niedergedrückt kugelförmigen, grünen Körpern. Die Körper erreichen bei Durchmessern von 3 bis 4 Zentimetern Wuchshöhen von bis zu 2,5 Zentimetern. Die bis zu 15 Rippen sind in kaum erkennbare Höcker gegliedert. Gelegentlich ist ein gelblich weißer Mitteldornen von bis zu 4 Millimetern Länge vorhanden, der an den Spitzen dunkler ist. Meist fehlt er jedoch. Die meist 10 weißlichen Randdornen liegen an der Oberfläche des Körpers an. Sie sind bis zu 3,5 Millimeter lang.
Die leuchtend gelben Blüten sind bis zu 4 Zentimeter lang. Die Früchte weisen Durchmesser von bis zu 6 Millimetern auf.

## Verbreitung und Systematik
Frailea grahliana ist in Paraguay und im Norden von Argentinien verbreitet.
Die Erstbeschreibung als Echinocactus grahlianus durch Karl Moritz Schumann wurde 1899 veröffentlicht. Nathaniel Lord Britton und Joseph Nelson Rose stellten die Art 1922 in die Gattung Frailea. Weitere nomenklatorische Synonyme sind Cactus grahlianus (F.Haage ex K.Schum.) Kuntze (1903) und Astrophytum grahlianum (F.Haage ex K.Schum.) Halda & Malina (2005).
Es werden folgende Unterarten unterschieden:   
- Frailea grahliana subsp. grahliana
- Frailea grahliana subsp. moseriana (Buining & Brederoo) Prestlé

## Nachweise